# La zingara
La zingara (A Cigana) é uma ópera semisséria em dois atos (1822) de Gaetano Donizetti, apresentada no libreto de Andrea Leone Tottola, depois "La petite bohémienne" (A Pequena Cigana) de Louis-Charles Caigniez, o qual foi imitado de um trabalho de August von Kotzebue.
Foi a primeira ópera de Donizetti escrita em Nápoles.
A primeira apresentação aconteceu no Teatro Nuovo, Nápoles, em 12 de maio de 1822. O soprano aria "Fra l'erbe cosparse" era especialmente popular.

## Personagens
| Personagem                                 | Tipo de voz   |
| ------------------------------------------ | ------------- |
| Argilla                                    | mezzo-soprano |
| Ines                                       | soprano       |
| Fernando                                   | tenor         |
| Don Ranuccio Zappador                      | baixo         |
| Don Sebastiano Alvarez                     | baixo         |
| Duca d'Alziras                             | tenor         |
| Papaccione                                 | bufo          |
| Amelia                                     | soprano       |
| Ghita                                      | soprano       |
| Manuelita                                  | soprano       |
| Antonio Alvarez                            | tenor         |
| Sguiglio                                   | tenor         |
| Domestici di Zappador e di zingari, chorus |               |